# Csizmazia János
Somogyi Csizmazia János (Érsekújvár, 1798. április 23. – Szuha, 1870. augusztus 19.) katolikus pap, táblabíró.

## Élete
Előbb Újbarson, később Szuhán volt plébános. Nyomtatásban megjelenti írásai:
Vallásos hangulat az esztergomi érseki főtemplom felszentelésének ünnepére (aug. 31. 1856.) Pozsony, 1856.
Írt cikkeket A Koós-pallagi dohány kezeléséről és a Hontmegyei dohányfajokról (Magyar Gazda 1843.)